# Horopeta
Horopeta — рід вусатих китів з пізнього олігоцену (чатський) Кокоаму Грінсанд у Новій Зеландії.

## Опис
Горопету можна відрізнити від інших балаеноморф за такими ознаками: основа лобової частини помірно нахилена від серединної лінії черепа; тім'яні значно оголені на сагітальному гребені; тім'яні в значній мірі відкриті на сагітальному гребені.

## Класифікація
Початковий кладистичний аналіз відновив Horopeta або як базальну балаеноморфу, або як базальну цетотериїду, хоча описувачі відзначили, що ювенільний характер голотипу може вплинути на його кладистське положення в Chaeomysticeti. Пізніші кладистичні аналізи підтвердили розміщення Горопети поза верхівкою Mysticeti.

## Палеобіологія
Виходячи з будови щелепи, Horopeta була одним з найперших хеомістіцетів, здатних харчуватися ковтками як сучасні вусаті кити.